# 阳村站
陽村站（韓語：양촌역）是朝鮮民主主義人民共和國平安南道北仓郡北仓邑的一個鐵路車站，属于得場線。

## 邻近车站
得場線
北仓站 - 陽村站 - 龙山站